# نيك أدنهارت
نيك أدنهارت (بالإنجليزية: Nick Adenhart) (و. 1986 – 2009 م) هو لاعب كرة قاعدة  أمريكي، ولد في سيلفر سبرينغ، مركز لعبه هو مرسل الكرة ‏، ومرسل مطلق ‏، توفي في أورانج، أورانج، كاليفورنيا، عن عمر يناهز 23 عاماً، بسبب حادث مرور.

## التعليم
تعلم في St. Maria Goretti High School ‏، وتعلم في Williamsport High School ‏
.